# سوسانا گریگوریان
سوسانا موشغی گریگوریان (ارمنی: Սուսաննա Մուշեղի Գրիգորյան؛ انگلیسی: Sousanna Grigoryan؛ زادهٔ ۳ سپتامبر ۱۹۲۸ - درگذشته ۴ ژانویهٔ ۱۹۹۹) زیست‌شناس، و فیزیولوژیست اهل ارمنستان بود.

## زندگی‌نامه
وی در ۳ سپتامبر ۱۹۲۸ در مغری به دنیا آمد و از دانشگاه دولتی ایروان (۱۹۵۱) فارغ‌التحصیل گشت. وی در انستیتو زمین‌شناسی فرهنگستان ملی علوم ارمنستان (۱۹۵۲) فعالیت می‌کرد. وی در ۴ ژانویهٔ ۱۹۹۹ در سن ۷۰ سالگی در ایروان درگذشت.